# Sakolé
Sakolé (auch: Sokolé) ist ein Dorf in der Landgemeinde Tamaské in Niger.

## Geographie
Das von einem traditionellen Ortsvorsteher (chef traditionnel) geleitete Dorf befindet sich etwa drei Kilometer östlich von Tamaské, dem Hauptort der gleichnamigen Landgemeinde, die zum Departement Keita in der Region Tahoua gehört. Ein weiteres größeres Dorf in der Umgebung von Sakolé ist das rund 14 Kilometer weiter westlich gelegene Bagueye.
Sakolé liegt auf einer Höhe von 392 m im Norden der Gebirgslandschaft Ader Doutchi. Westlich des Dorfs treffen das in Nord-Süd-Richtung verlaufende Tal von Sakolé und das in Ost-West-Richtung verlaufende Tal von Agouloum aufeinander. Es handelt sich um Nebentäler des großen Tals von Keita. In den Tälern von Sakolé und Agouloum gibt es Sanddünen, die durch Windverwehungen die Böden in der Region versanden lassen.
Der Ort ist Teil der Übergangszone zwischen Sahel und Sudan. Die durchschnittliche jährliche Niederschlagsmenge beträgt hier zwischen 400 und 500 mm.

## Bevölkerung
Bei der Volkszählung 2012 hatte Sakolé 6506 Einwohner, die in 852 Haushalten lebten. Bei der Volkszählung 2001 betrug die Einwohnerzahl 3382 in 512 Haushalten und bei der Volkszählung 1988 belief sich die Einwohnerzahl auf 2971 in 402 Haushalten.

## Wirtschaft und Infrastruktur
Die wirtschaftlichen Aktivitäten in Sakolé umfassen Ackerbau, Viehzucht, Handel und saisonale Arbeitsmigration. Im Dorf wird ein Wochenmarkt abgehalten. In Sakolé gibt es mit einem Collège d’Enseignement Général (CEG) eine Schule der Sekundarstufe. Das Dorf verfügt mit einem Centre de Santé Intégré über ein Gesundheitszentrum, in dessen Zuständigkeitsbereich im Jahr 2007 über 14.000 Menschen im Umland fielen. Durch Sakolé führt die 9,46 Kilometer lange Route 548 zwischen dem Gemeindehauptort Tamaské und dem Nachbardorf Agouloum. Es handelt sich um eine einfache Landstraße.